# Poeoptera
Poeoptera es un género de aves paseriformes perteneciente a la familia Sturnidae, nativas de África.

## Especies
El género tiene las siguientes especies:
- Poeoptera femoralis (Richmond, 1897) – estornino de Abbott;
- Poeoptera kenricki Shelley, 1894 – estornino de Kenrick;
- Poeoptera lugubris Bonaparte, 1854 – estornino rabilargo;
- Poeoptera sharpii (Jackson, 1898) – estornino de Sharpe;
- Poeoptera stuhlmanni (Reichenow, 1893) – estornino de Stuhlmann.